# Nicolò Gabrielli

Stemma Gabrielli

Il conte Nicolò Gabrielli di Gubbio, barone di Quercita (Napoli, 21 febbraio 1814 – Parigi, 14 giugno 1891), è stato un compositore italiano.

## Biografia

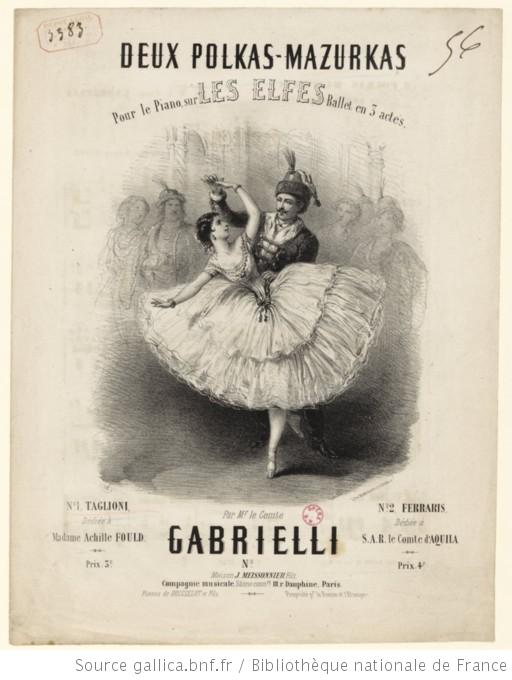
Spartito per pianoforte di due polche-mazurche tratte dal balletto di Nicolò Gabrielli Les elfes (1856, Biblioteca nazionale di Francia).

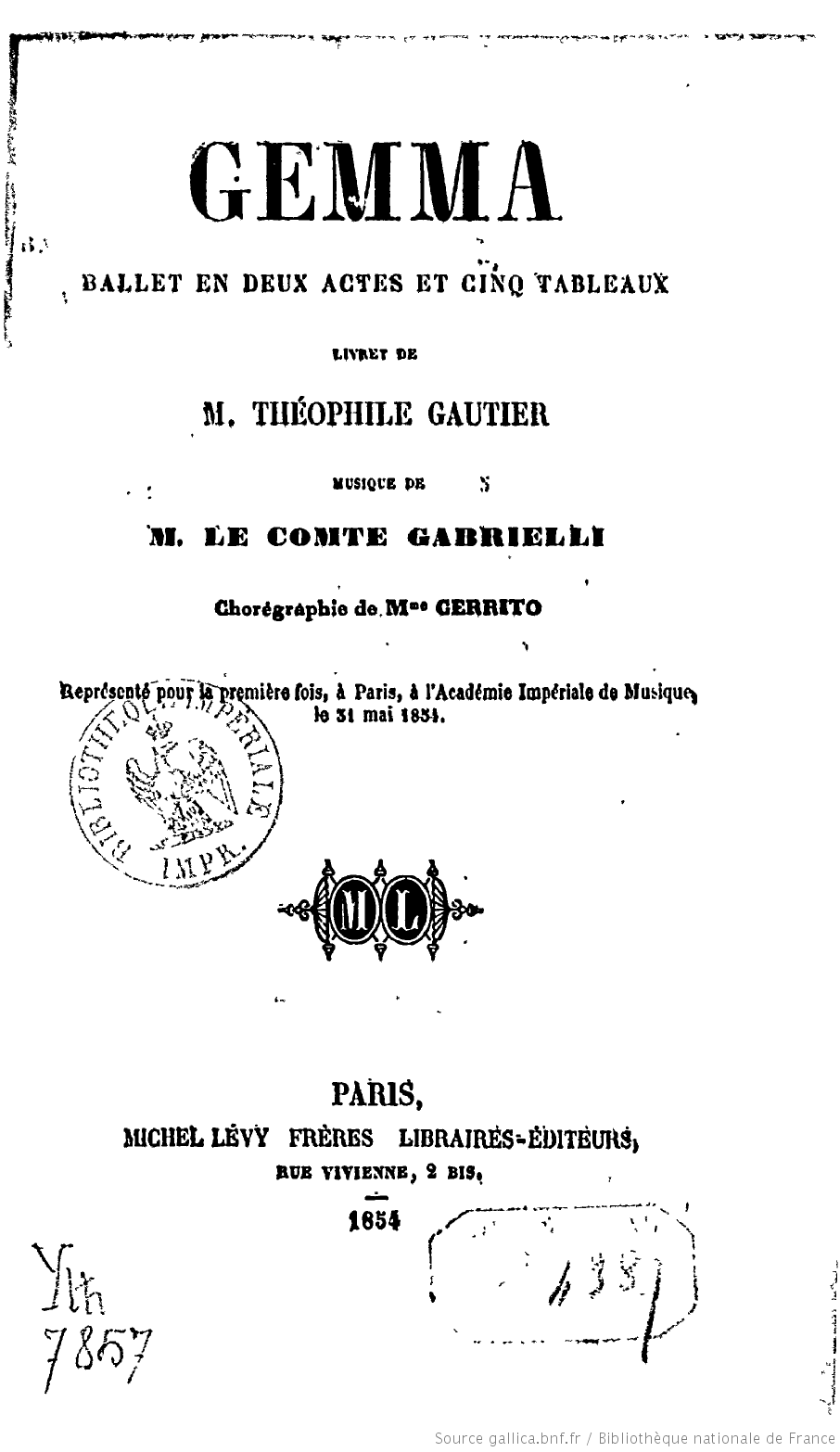
Gemma (1854). Frontespizio del libretto (Biblioteca nazionale di Francia).

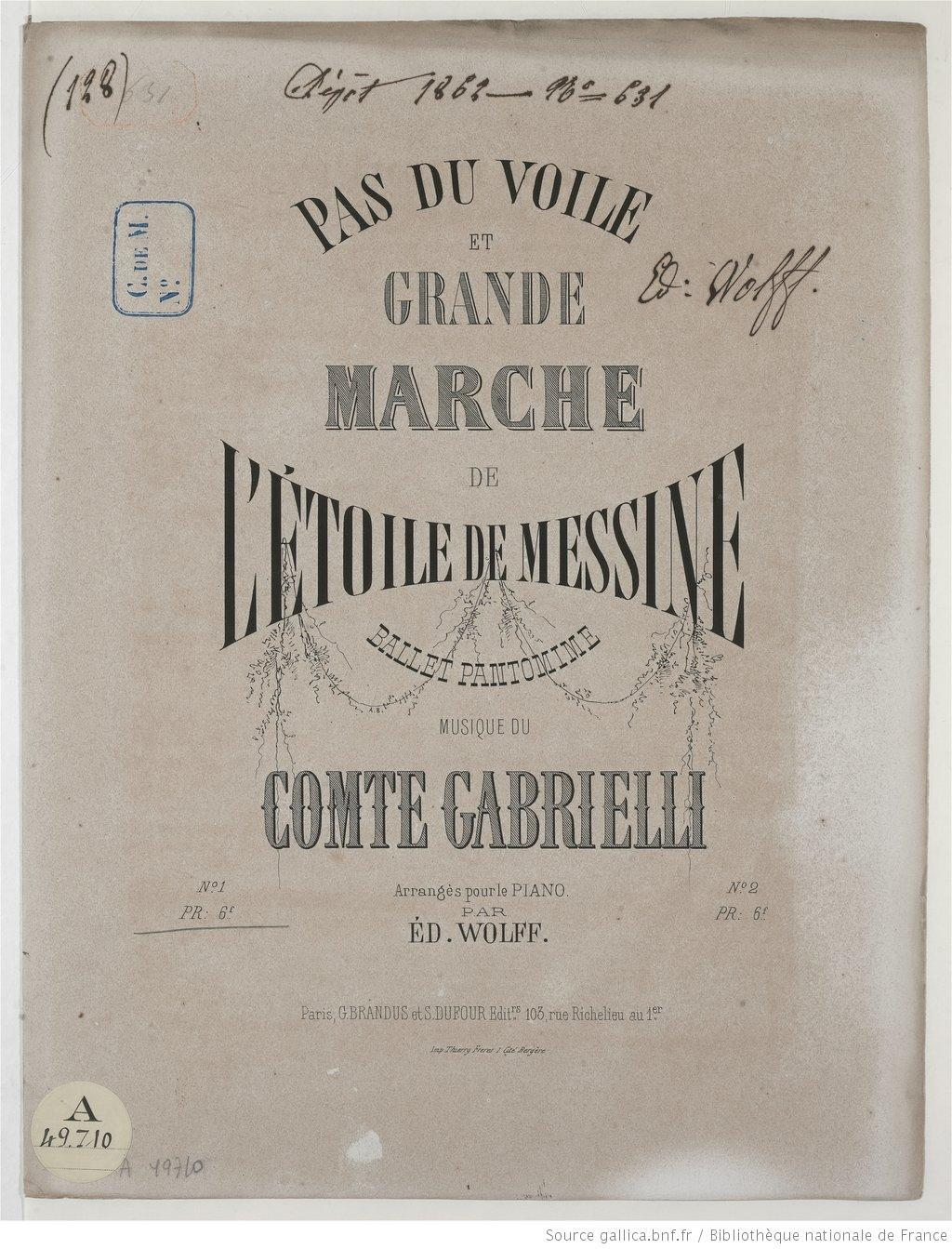
L'étoile de Messine (1861). Frontespizio del libretto (Biblioteca nazionale di Francia).

Discendente dei Gabrielli di Gubbio, famiglia legata e imparentata con i Bonaparte, Nicolò (o Nicola) nacque a Napoli all'epoca dell'effimero Regno delle Due Sicilie di Gioacchino Murat e qui studiò musica e composizione nel Conservatorio di San Pietro a Majella, avendo come insegnanti prima Carlo Conti, poi Nicola Antonio Zingarelli, Gaetano Donizetti e, per il canto, Alessandro Busti.
Terminati gli studi, si dedicò con alterna fortuna alla composizione, debuttando nel 1835 con un melodramma in napoletano, I dotti per fanatismo. In seguito ottenne l'incarico di direttore del Teatro San Carlo ("direttore della musica dei balli dei Reali Teatri"), dal 1840 al 1854.
Autore di numerosi balletti, commedie ed opere buffe in napoletano, italiano e francese, nel 1854 fu invitato da Napoleone III a Parigi, dove debuttò all'Opéra (il 31 maggio 1854, nella Sala della rue Le Peletier), con il balletto Gemma su libretto di Théophile Gautier.
Nonostante le critiche suscitate dalla sua musica, giudicata "troppo facile", il nome di Gabrielli fu circondato da grande popolarità durante il Secondo Impero. Nel 1864 fu insignito della Legion d'onore (12 agosto 1864) e dell'Ordine di Carlo III.
I suoi stretti legami con il movimento bonapartista lo costrinsero ad abbandonare la scena artistica dopo la sconfitta di Sedan (1870) e il crollo del Secondo Impero, anche se decise di continuare a vivere nella città che gli aveva dato gloria e fortuna. Morì nel suo appartamento situato in Rue Saint-Roch il 14 giugno 1891, e fu sepolto nel cimitero di Montparnasse. I suoi resti furono in seguito traslati nel cimitero di Père-Lachaise.

## Opere

### Commedie, opere buffe e altro
- I dotti per fanatismo, melodramma buffo in due atti in dialetto napoletano, Teatro Nuovo, Napoli, agosto 1835
- La lettera perduta, farsa di Luigi Ploner con libretto di Andrea Passaro, Teatro Nuovo, Napoli, ottobre 1836 (100 recite fino al 1850)
- Il Cid, opera, 1836
- La parola di matrimonio (1837)
- L'americano in fiera ossia Farvest Calelas, libretto di Andrea Passaro, Teatro del Fondo, Napoli, ottobre 1837
- Vinclinda (1837)
- L'affamato senza denaro, Teatro Nuovo, Napoli, 1839 (Teatro La Fenice, Venezia, 1846)
- Edwige o Il sogno, azione fantastica in cinque parti, coreografia di Salvatore Taglioni, Teatro San Carlo, Napoli, 30 maggio 1839
- Il padre della debuttante, libretto di Andrea Passaro, Teatro Nuovo, Napoli, autunno 1839 (con brani di Valentino Fioravanti)
- La marchesa e il ballerino, farsa, Teatro del Fondo, Napoli, inverno 1839 (grandi consensi e repliche in vari teatri)
- Nadan o L'orgoglio punito, coreografia di Salvatore Taglioni, Teatro San Carlo, Napoli, 15 ottobre 1839 (esibizione di Luisa Taglioni con grande successo di pubblico)
- L'assedio di Sciraz ossia L'amor materno, azione storico-mimica in sette quadri, coreografia di Salvatore Taglioni, Teatro alla Scala, Milano, carnevale 1840
- Cante dei Gabrielli (1840)
- Basilio III Demetriovitz (1841)
- Il bugiardo veritiero (1841)
- Il condannato di Saragozza (1842)
- La zingara (1842)
- Carlo di Rovenstein (1843)
- L'assedio di Leyda (1843)
- Sara ovvero La pazza di Scozia (1843)
- Una domenica a Torre del Greco (prima parte del Trittico napoletano, 1844)
- Il gemello (1845)
- Una passeggiata verso Capri (seconda parte del Trittico napoletano, 1845)
- Giulia di Tolosa (1846)
- L'ascensione al cratere del Vesuvio (terza parte del Trittico napoletano, 1847)
- Il vampiro (1848)
- Bradamante e Ruggero (1849)
- Fiorina (1849)
- La regina delle rose (1850)
- Melissa, ossia I viaggiatori all'isola incantata (1859)
- Le petit cousin (1860)
- Les memoirs de Fanchette (1865)

### Balletti
- Il ritorno d'Ulisse, 1836
- Ester d'Engaddi, coreografia di Gaetano Gioja, Teatro San Carlo, Napoli, 30 maggio 1837
- Il rajah di Benares, coreografia di Salvatore Taglioni, Teatro San Carlo, Napoli, 12 gennaio 1839 (composto per il compleanno di Ferdinando II delle Due Sicilie)
- Amore alla prova, coreografia di Salvatore Taglioni, Teatro San Carlo, Napoli, 19 novembre 1839
- Le nozze di un mostro (1839)
- Il duca di Ravenna, coreografia di Salvatore Taglioni, Teatro San Carlo, Napoli, 30 maggio 1841
- Giaffar, coreografia di Giovanni Briol, Teatro San Carlo, Napoli, 31 luglio 1841 (in collaborazione con Pietro Raimondi)
- Olga di Cracovia (1841)
- L'istituto delle fanciulle (1841)
- Il gobbo del Giappone (1841)
- La conquista del Messico (1842)
- La zingara (1842)
- I viaggi di Gulliver (1843)
- Erissena (1845)
- L'orfanella africana (1845)
- Merope (1846)
- Alcidoro (1847)
- Ifigenia in Aulide (1847)
- Il trionfo d'amore (1848)
- Olema (1848)
- Paquita (1848)
- Gisella (1849)
- I Candiano (1849)
- Schariar ovvero Le mille e una notte (1849)
- Mocanna (1850)
- La stella del marinajo (1851)
- Gemma (1856)
- I paggi del conte di Provenza (1856)
- Les elfes (1856), dedicato a Luigi di Borbone-Due Sicilie, conte di Aquila
- La ninfa Cloe (1857)
- Don Grégoire ou Le précepteur dans l'embarras (1859)
- L'étoile de Messine (1861)
- La fin du monde (1865)
- Le spose veneziane (?)
- Stefano re di Napoli (?)
- Les almées (?)
- Yotte (?)

### Marce militari
- Simon Bolivar (1883)